# Van oude menschen, de dingen, die voorbij gaan...
Van oude menschen, de dingen, die voorbij gaan... is een familieroman van de Nederlandse schrijver Louis Couperus (1863-1923).  Centraal staan de lotgevallen van de gegoede Hollandse familie Dercksz, die tot de burgerij behoort. 
Het verhaal verscheen in 1905 als feuilleton in de derde jaargang van het tijdschrift Groot Nederland, waarvan Couperus zelf een van de oprichters was. Het werd een jaar later voor het eerst als boek gepubliceerd. 

## Samenvatting
Ottilie Dercksz, 97 jaar, heeft zestig jaar eerder in Nederlands-Indië samen met haar minnaar, de arts Emile Takma, op een nacht haar eigen man, de resident Dercksz, vermoord nadat die achter de verhouding tussen haar en Takma was gekomen. Takma is een van de laatste leden van de Raad van Indië en hij is nog altijd bevriend met de familie Dercksz. De enige anderen die aan het begin van het verhaal van de moord op de hoogte zijn, zijn de 88-jarige Roelofsz – destijds de schouwarts – en een andere zoon van Ottilie Dercksz, de 73-jarige Harold. Harold heeft die nacht als kleine jongen gezien hoe het lijk van zijn vader door zijn moeder, Takma en de baboe Ma-Boeten naar de rivier werd gesleept, maar hij heeft hier nooit met iemand over gepraat. Roelofsz heeft bij de lijkschouw officieel verklaard dat de resident in de rivier is verdronken, zodat de moord nooit publiekelijk is ontdekt.
Als gevolg van haar buitenechtelijke relatie met Takma heeft Ottilie Dercksz een dochter, Ottilie Steyn de Weert, die niet weet wie haar biologische vader is. De zoon van Ottilie Steyn de Weert, de 38-jarige Charles Pauws (Lot), is essayschrijver. Hij heeft een liefdesrelatie met de kleindochter van Emile Takma, Elly. Tijdens een bezoek aan zijn grootmoeder valt het Lot op dat zijn moeder qua uiterlijk nogal wat van de oude Takma weg heeft. Tegelijk beseft hij ook dat ze eigenlijk te lang na de dood van de resident Dercksz is geboren om diens dochter te kunnen zijn.
Anton, de oudste zoon van Ottilie Dercksz, is een ongehuwde oud-resident. Hij wil zo weinig mogelijk met de rest van de familie te maken hebben, omdat ze naar zijn overtuiging alleen maar op zijn geld uit zijn. Anton vermoedt ook al langer dat er in de familie een verzwegen geheim is. Ook de rijke Stefanie de Laders, de enige dochter uit het eerste huwelijk van Ottilie Dercksz, heeft inmiddels haar vermoedens.
Elly en Lot trouwen en gaan op huwelijksreis. In Brussel zoeken ze eerst de vader van Lot op. Ook hij merkt op dat de twee verloofden qua uiterlijk nogal wat van elkaar weg hebben. Al pratend komen Elly en Lot tot de conclusie dat ze neef en nicht zouden kunnen zijn. Ze reizen door naar Parijs, waar ze besluiten om ook Lots tante op te zoeken, de uiterst vrome Thérèse van der Staff. Vanuit Parijs reizen ze verder naar Nice, alwaar ze worden opgezocht door Lots zus Ottilie. Zij heeft een relatie met de Italiaanse officier Aldo, maar wil niet met hem trouwen uit vrees dat dit haar liefdesrelatie zal opbreken.
Inmiddels is Daan, een andere oom van Lot, samen met zijn vrouw Floor vanuit Indië overgekomen naar Nederland. Daan is ook al op het spoor van het familiegeheim. Heimelijk vertelt Harold aan Daan wat hij als vijfjarige heeft gezien. Harolds dochter Ina vangt flarden van het gesprek op. Vervolgens probeert Ina zowel haar vader als haar oom Daan uit te horen, maar geen van beiden wil iets loslaten.
Elly en Lot vervolgen hun huwelijksreis naar Florence. Lots moeder, wier huwelijk met haar huidige man Steyn volledig in het slop zit, is inmiddels afgereisd naar Groot-Brittannië om daar haar kinderen uit het eerdere huwelijk met de Engelsman Trevelley op te zoeken. In Nederland overlijdt Emile Takma onverwachts. Iedereen binnen de familie Dercksz wordt door Steyn – die de executeur-testamentair is – op de hoogte gebracht, behalve de oude Ottilie Dercksz omdat zij dit niet aan zou kunnen. Het blijkt dat niet alleen Elly, maar ook Lots moeder een aanzienlijk aandeel in de erfenis van Takma krijgt toebedeeld. Een dag na de begrafenis van Emile Takma arriveren Elly en Lot weer in Nederland. Wanneer Ina ook Anton later ondervraagt over het familiegeheim, zegt Anton dat hij al lang vermoedde dat zijn moeder en Takma iets geheimhielden. 
Wanneer nicht Adèle het kantoor van de overleden Takma opruimt, vindt ze een oude liefdesbrief van hem waarin de ware toedracht van de dood van officier Dercksz duidelijk wordt. Diep geschokt denkt Adèle dat zij nu als enige van het familiegeheim op de hoogte is. Ze laat de brief alleen lezen aan Steyn, die de brief verscheurt om te voorkomen dat het geheim verder uitlekt.
Inmiddels is ook dokter Roelofsz overleden aan een beroerte. Ottilie Steyn de Weert, die samen met haar zoon Hugh is teruggekeerd uit Engeland, besluit haar moeder voorzichtig te vertellen dat Takma en Roelofsz allebei ziek zijn. Ottilie Dercksz komt echter al snel achter de waarheid, waarna ze gaat hallucineren. Ze sterft korte tijd later, in de veronderstelling dat niemand achter het familiegeheim is gekomen.
Lot is inmiddels van plan om opnieuw met Elly te gaan rondreizen, omdat zijn moeder na haar terugkeer uit Engeland en het stuklopen van haar huwelijk met Steyn alleen nog maar aandacht heeft voor haar andere zoon Hugh en niet voor hem. Elly wil echter alleen nog in Den Haag blijven. Hugh valt het ook op dat Lot en Elly qua uiterlijk veel op elkaar lijken. Kort daarna krijgt Lot zware koortsaanvallen, waarna hij weer enige tijd bij zijn moeder blijft en wordt opgezocht door zijn vader.
Elly is intussen afgereisd naar Sint-Petersburg om daar bij het Rode Kruis te werken. Nadat Lot is hersteld reist hij af naar Napels, waar hij eerst wordt opgezocht door zijn vader en vervolgens door de rondreizende Steyn die hem het familiegeheim onthult. Steyn en Lot verkeren nu in de veronderstelling dat zij met tante Adèle als enigen op de hoogte zijn van de moord. Lot overweegt naar aanleiding van dit alles een boek te schrijven, maar ziet hier uiteindelijk van af.

## Analyse

### Genre
Het verhaal speelt zich af in de tijd waarin het werd geschreven. 
Het vertoont enerzijds nog duidelijke pessimistisch-naturalistische kenmerken, zoals Couperus' eerdere werken: veel van de personages en met name Lot zijn nogal melancholisch van aard, wat kenmerkend is voor naturalistische literatuur in het algemeen. Het leven wordt daarnaast zo realistisch mogelijk uitgebeeld.
Tegelijkertijd is Van oude menschen, de dingen, die voorbij gaan...  net als veel andere werken van Couperus een echte familieroman. Bijna alle personages maken - al dan niet onbewust - deel uit van een en dezelfde familie, en vrijwel het hele verhaal draait om de onderlinge relaties en verstandhoudingen binnen deze familie. Van oude menschen is tegelijkertijd een psychologische roman, want er wordt diep ingegaan op de persoonlijke gedachten en emoties van de vele hoofdpersonages.

### Personages
In dit verhaal is niet echt één vaste hoofdpersoon aan te wijzen, de gebeurtenissen worden vanuit allerlei perspectieven verteld. In het algemeen staat de hele familie Dercksz centraal. Degene die van de verteller nog de meeste aandacht krijgt is Lot.

### Verteltechniek
Er is over het algemeen sprake van een auctoriale verteller, maar af en toe wordt er overgeschakeld op de vrije indirecte rede om de gedachtegang van de diverse hoofdpersonen te beschrijven, onder meer die van Lot en zijn moeder Ottilie.

### Situering
Afgezien van enkele flashbacks van met name Harold Dercksz speelt het hele verhaal zich af in de tijd waarin het boek is verschenen, het begin van de 20e eeuw. De meeste gebeurtenissen spelen zich af in Den Haag, behalve de huwelijksreis van Elly en Lot door België, Zuid-Frankrijk en Italië. De meeste plaatsen die Lot en Elly aandoen worden niet in detail besproken, alleen hun verblijf in Zuid-Frankrijk komt uitgebreider aan bod.

### Thematiek en motieven
Het verhaal staat sterk in het teken van het determinisme. Centrale thema's zijn – behalve de onherroepelijk voortschrijdende tijd en de angst van een aantal hoofdpersonen voor de naderende ouderdom en de dood – huwelijksproblemen en echtscheiding. Uit de onwetendheid over het verleden komt onder andere het neef-nicht-huwelijk voort tussen Lot en Elly, waarbij uiteindelijk alleen sprake is van een gezamenlijke grootvader, Emile Takma. Weliswaar was tot 1970 een huwelijk tussen neef en nicht verboden en ongewenst vanwege mogelijke problemen met nakomelingen, maar er kon dispensatie voor worden aangevraagd. Er was dus geen sprake van een "incestueuze" relatie.
Daarnaast wordt veel aandacht besteed aan de manier waarop de mens door erfelijkheid en zijn sociale milieu is voorbestemd. De karakters van Lot en Elly zijn in hoge mate gevormd door hun geïsoleerde familie, terwijl de 97-jarige Ottilie Dercksz als jonge vrouw heel mooi is geweest, maar tijdens haar hele leven alleen maar uit is geweest op het ontvangen van liefde waardoor haar huwelijken zijn stukgelopen. Veel van Ottilies typische karaktertrekken zijn terug te zien bij haar kinderen: Ottilie Steyn de Weert heeft aan het eind van het verhaal drie mislukte huwelijken achter de rug, terwijl de dochter van voornoemde – die ook Ottilie heet – ondanks haar liefde voor Aldo weigert met hem te trouwen. Waarschijnlijk is dit uit vrees dat haar huwelijk op dezelfde manier zal eindigen als die van haar moeder en grootmoeder.
Het decadentisme komt verder ook tot uiting in de enorme hebzucht die enkele leden van de familie Dercksz kenmerkt. Ottilies zoon Hugh vraagt zijn moeder vanuit Engeland om geld, en geldzaken zijn eigenlijk ook de enige reden dat zowel Stefanie de Laders als Ina nog iets met Anton Dercksz te maken willen hebben. Ina is alleen aardig tegen haar rijke oom omdat ze geld van hem hoopt te krijgen voor haar drie kinderen en net geboren kleinzoon.
Ten slotte speelt ook religie een zeer belangrijke rol. Ottilie Dercksz is kort voor haar dood erg bang voor God, in de veronderstelling dat die haar ziel zal straffen, en om haar vermoorde echtgenoot na de dood opnieuw tegen te komen. Haar beide dochters Stefanie en Thérèse zijn ook erg religieus; Thérèse woont in een klooster.

### Titelverklaring
De dingen die voorbijgaan is meerduidig en verwijst zowel naar het onherroepelijk voortschrijden van de tijd, een van de belangrijkste thema's van het verhaal, als naar de herinnering van Harold aan de nacht dat zijn vader werd vermoord ("het Ding"), een steeds terugkerend visioen dat niet of maar heel langzaam verdwijnt.

### Achtergrond
Van oude menschen is in zekere mate autobiografisch van inslag; bij de uitbeelding van een aantal personages baseerde Couperus zich vooral op zijn eigen persoonlijke achtergrond. Zo vertoont het personage van de oude heer Takma opvallend veel overeenkomsten met Louis Couperus' vader, die raadsheer was in Nederlands-Indië en op hoge leeftijd werd verzorgd (Takma wordt verzorgd door tante Adèle). Meneer Takma woont bovendien aan de Mauritskade in Den Haag, waar ook Couperus' ouders woonden en Couperus zelf is geboren. Aan de Nassaulaan, waar Ottilie Dercksz woont, heeft Couperus zelf ooit Eline Vere voorgelezen aan zijn nicht en latere vrouw, Elisabeth Couperus-Baud. Ook dat is een autobiografisch kenmerk: Lot trouwde namelijk ook met zijn nicht Elly, hoewel hij op dat moment nog niet wist dat zij zijn eigen nicht was.

## Publicaties

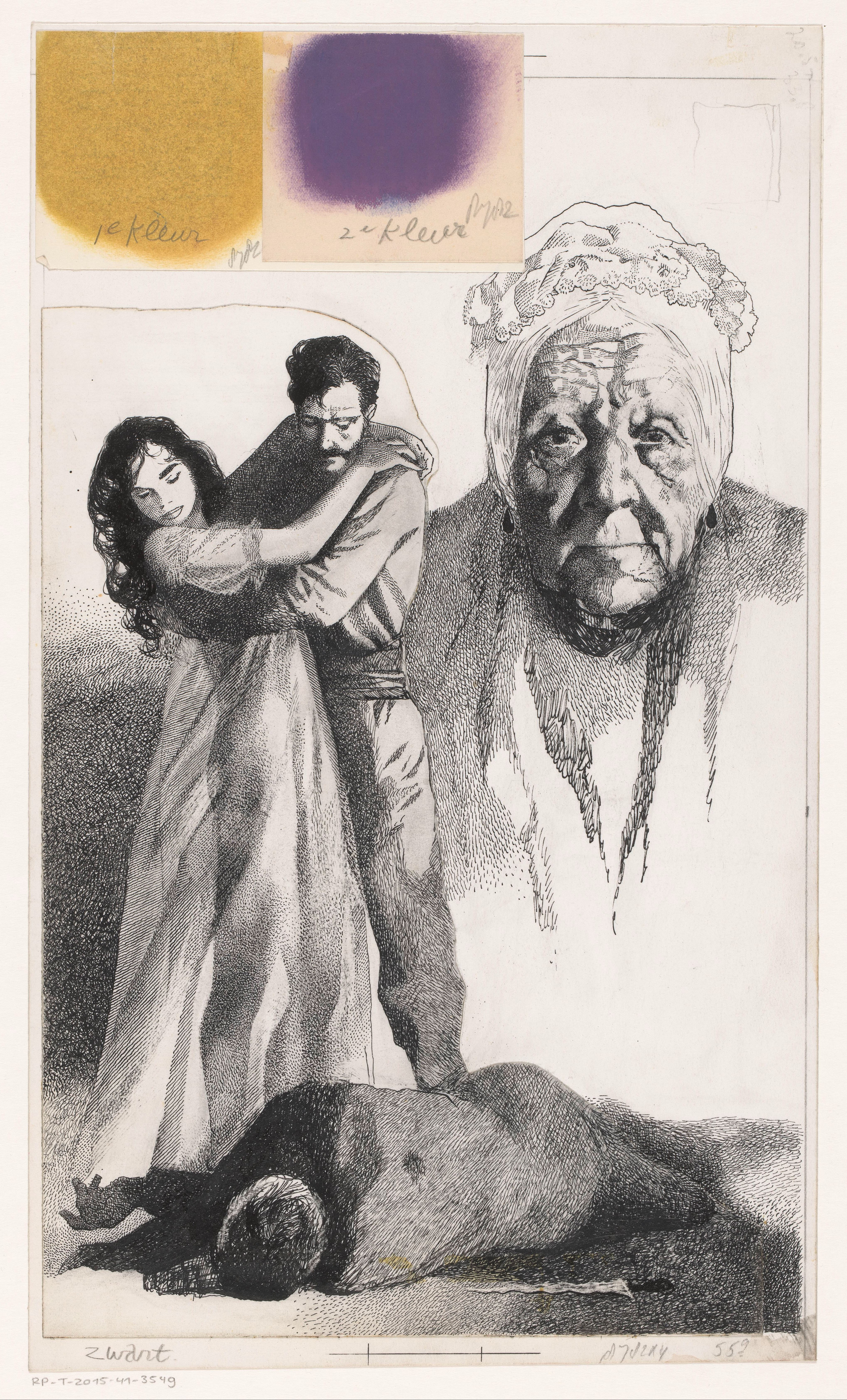
Een van de bandontwerpen

'Van oude menschen, de dingen, die voorbij gaan... verscheen in 1904 in delen in het tijdschrift Groot Nederland. In 1906 werd het voor het eerst uitgegeven in boekvorm. Sindsdien is het vele malen herdrukt.
Neerlandica Michelle van Dijk maakte in 2019 een hertaling van de roman, waarbij vooral de spelling is gemoderniseerd en bepaalde verouderde en weinig gebruikelijke woorden (bijv. uit het Frans en Indisch) zijn vervangen.

## Ontvangst
Op het moment dat Van oude menschen, de dingen, die voorbij gaan... uitkwam, begon de belangstelling voor Couperus' werk wat af te nemen. De verkoop van deze nieuwe roman verliep dan ook niet erg goed; tijdens Couperus' leven raakte de oplage niet uitverkocht. 
Lodewijk van Deyssel, die Couperus' werken van de jaren daarvoor negatief had beoordeeld, was weer meer te spreken over De boeken der kleine zielen en deze nieuwe roman. Herman Robbers had vooral bezwaar tegen de vele herhalingen en onnatuurlijke dialogen. Vanaf de jaren 30 kwam er echter opnieuw meer belangstelling voor dit en ander werk van Couperus. Van oude menschen is sindsdien tientallen malen herdrukt.

## Adaptaties
In het seizoen 1975/1976 werd het verhaal voor de AVRO bewerkt tot een gelijknamige televisieserie van Walter van der Kamp. Er zijn diverse theaterbewerkingen gemaakt, bijvoorbeeld in 1999 door Willem Jan Otten bij Het Nationale Toneel (regie Ger Thijs) en in 2016 door Ivo van Hove in een coproductie van Toneelgroep Amsterdam, Toneelhuis (Antwerpen) en RuhrTriennale.